# Jan Verheyen
Jan Verheyen (* 9. června 1944, Hoogstraten) je bývalý belgický fotbalista, který nastupoval především na postu záložníka. Za belgickou reprezentaci nastupoval v letech 1965–1976, odehrál za ní 33 utkání. Získal s ní bronzovou medaili na mistrovství Evropy v roce 1972. Zúčastnil se také světového šampionátu v roce 1970. V belgické nejvyšší soutěži působil v Beerschotu (1961–1971) a Anderlechtu (1971–1975). V nižších belgických soutěžích hrál za Royale Union Saint-Gilloise (1975–1978) a Hoogstraten VV (1980–1986). S Anderlechtem se dvakrát stal mistrem Belgie (1971–72, 1973–74). Jeho syn Gert Verheyen se stal také mnohonásobným belgickým reprezentantem.